# Тадеуш Банахевич
Тадеуш Банахевич (пол. Tadeusz Banachiewicz; 13 лютого 1882, Варшава, Російська Імперія - 17 листопада 1954, Краків, Польська Народна Республіка) — польський астроном і математик, член Академії наук у Кракові (1922), почесний член Польської Академії наук.

## Життєпис
Народився 1882 року у Варшаві в родині Артура та Зофії, уродженої Жешотарських. У 1900 році закінчив 5-ту гімназію у Варшаві, отримавши срібну медаль за відмінні успіхи в навчанні. Того ж року вступив на математико-фізичний факультет Імператорського Варшавського університету. Ще будучи студентом, у 1903 році, він опублікував свою першу наукову статтю в «Astronomische Nachrichten» (вона була присвячена математичному дослідженню спостереження покриття зір Юпітером). Тадеуш закінчив навчання в 1904 році, отримавши золоту медаль за дисертацію про точні астрометричні вимірювання, виконані за допомогою геліометра в обсерваторії в Пулкові. Він був одним із засновників і викладачів факультету математики і природничих наук Товариства наукових курсів у Варшаві (1905–1910), викладав там астрономію, а в 1906 р. був секретарем кафедри.
Стажувався в Геттінгені під керівництвом Карла Шварцшильда і в Пулкові у Оскара Баклунда. У 1908—1909 роках працював у обсерваторії Варшавського університету, в 1910—1915 роках — в обсерваторії ім. В. П. Енгельгардта під Казанню, в 1915—1918 роках — в Юр'ївському університеті (у 1918 році — директор університетської обсерваторії). У 1910 році він захистив докторську дисертацію, а в 1915 році захистив дисертацію в Казанському університеті, яка була остаточно захищена в листопаді 1915 року в Дерпті (нині Тарту), де він працював у 1915-1918 роках, послідовно обіймаючи посади асистента, штатного доцента, приват-доцента (1918) і директора обсерваторії. У 1918 році повернувся до Польщі, викладав геодезію у Варшавській вищій політехнічній школі. У травні 1918 року керівництво Ягеллонського університету в Кракові запросило його на посаду професора астрономії. Тадеуш Банахевич погодився і став професором у березні 1919 року. Протягом 1919-1954 рр., за вийнятком років окупації, був професором Ягеллонського університету та директором астрономічної обсерваторії Ягеллонського університету, де створив програму систематичних спостережень затемнюваних змінних зір.
У 1922 році з його ініціативи було засновано астрономічну спостережну станцію на Лисіні, яка згодом була названа на його честь. Під час німецької окупації в 1944 році станція була зруйнована. Відбудова обсерваторії почалася в 2003 році, офіційне відкриття відбулося 6 жовтня 2007 року. Обсерваторія працює і по сьогоднішній день.
У 1927 році він винайшов хронокінематограф для точного спостереження повних сонячних затемнень. У тому ж році він використав свій винахід у спостережній експедиції до Швеції (а потім у експедиціях 1932 року до США та 1936 року до Греції, Японії та Сибіру).
6 листопада 1939 р. разом з іншими професорами був заарештований німцями під час спеціальної операції "Краків" (нім. Sonderaktion Krakau) і перевезено до концентраційного табору в Заксенгаузен. Через три місяці його звільнили з табору, а після повернення до Кракова йому дозволили відновити роботу в Краківській обсерваторії, яка отримала назву «Кракауер Штернварте» (нім. Krakauer Sternwarte). Після прибуття до Кракова Курта Вальтера, німецького уповноваженого астрономічних обсерваторій у Генерал-губернаторстві, Банахевича перевели з посади директора на посаду заступника директора, а його місце зайняв Курт Вальтер.
Після закінчення війни повернувся на попередню посаду, одночасно обійнявши посаду професора вищої геодезії та астрономії в Гірничо-металургійній академії імені Станіслава Сташиця у Кракові (1945–1951). У 1952 році, коли було засновано Польську академію наук, він став її членом. У 1953 році йому вдалося отримати дозвіл на пристосування колишнього австрійського форту (Fort Skała) під приміську спостережну станцію. Тепер там розташована головна резиденція Краківської обсерваторії.
Помер після нетривалої хвороби 17 листопада 1954 року. Завдяки зусиллям його учня і співробітника обсерваторії Казімежа Кордилевського, похований у Крипті заслужених на Скалці в Кракові.

## Наукова діяльність та дослідження

Пам'ятна табличка з барельєфом Тадеуша Банахевича, Краків, вулиця Коперника, 27.

Його дослідження були на стику математики, астрометрії, небесної механіки, астрофізики та геодезії. В останній період свого життя він також займався піонерською роботою в галузі радіоастрономії. 
Тадеуш Баханевич працював над розв'язками задачі неєдиності рішень при визначенні орбіт планет і комет із спостережень. Розвинув і удосконалив методи Гауса і Ольберса визначення параболічних і еліптичних орбіт. Для спрощення математичних розрахунків у небесній механіці та геодезії ввів новий тип матриць — «краковіани», за допомогою яких знайшов рішення загальної задачі сферичної полігонометрії. Цей тип матриць, що використовуються в геодезії та небесній механіці значно полегшує обчислення за допомогою ручних арифмометрів, які використовувалися в той час. Завдяки їм 1 березня 1931 року він представив перші розрахунки орбіти Плутона - карликової планети, відкритої 18 лютого 1930 року американським астрономом Клайдом Томбо.
Розробив новий метод прогнозу покриття зір Місяцем. У Енгельгардтовській обсерваторії протягом 1910-1915 років виконав за допомогою геліометра низку спостережень фізичної лібрації Місяця, що дали цінний матеріал для визначення співробітниками обсерваторії постійної лібрації. У обсерваторії в Кракові організував систематичні дослідження змінних зір. За його ініціативою в Бескідах (Карпати) була створена астрономічна станція для спостереження затемнюваних змінних зір. Запропонував використовувати повні сонячні затемнення для «місячної тріангуляції» — геодезичного зв'язку віддалених пунктів на поверхні Землі. Автор робіт, присвячених теорії атмосферної рефракції, вивченню затемнень, похибкам в астрономічних і геодезичних вимірюваннях, а також підручників з астрономії.
Автор понад 230 наукових публікацій.

## Членство в наукових організаціях
Був членом Варшавського наукового товариства (1908), Польської академії знань (1920) і Польської академії наук (1952). У 1925 році заснував науковий щоквартальник «Acta Astronomica». Був почесним доктором Варшавського університету (1929), Познанського університету (1936) та Софійського університету (1948).
Один із засновників Польського астрономічного товариства і його президент упродовж багатьох років. Віце-президент Міжнародного астрономічного союзу (1932—1938).

## Особисте життя
17 березня 1931 р. Банахевич одружився з Лаурою (або Ларисою) Сологуб (пом. 28 травня 1945 р.). Цей шлюб залишився бездітним.

## Нагороди
- Орден Трудового Прапора 1-го ступеня (4 лютого 1954)[15]
- Командорський хрест ордена Відродження Польщі (27 листопада 1929)
- Бронзова медаль за вислугу років (1938)[16]
- Командорський хрест ордена Білої Троянди Фінляндії (1926)[16]

## Об'єкти, названі на честь вченого
- 1286 Банахевича — астероїд, названий на честь вченого[17].
- (1287) Лорсія - астероїд, названий на честь його дружини.
- Кратер Банахевича на Місяці (5.2 градуси північної широти, 80.1 градуси східної довготи)